# Matt Shirvington
Matt Shirvington (25 ottobre 1978) è un ex velocista australiano.

## Palmarès
| Anno | Manifestazione          | Sede         | Evento      | Risultato        | Prestazione | Note |
| ---- | ----------------------- | ------------ | ----------- | ---------------- | ----------- | ---- |
| 1998 | Giochi del Commonwealth | Kuala Lumpur | 100 m piani | 4º               | 10"03       |      |
| 1998 | Giochi del Commonwealth | Kuala Lumpur | 200 m piani | 6º               | 20"53       |      |
| 1998 | Giochi del Commonwealth | Kuala Lumpur | 4×100 m     | Bronzo           | 38"69       |      |
| 1999 | Mondiali indoor         | Maebashi     | 60 m piani  | 4º               | 6"52        |      |
| 2000 | Giochi olimpici         | Sydney       | 100 m piani | Semifinale       | 10"26       |      |
| 2000 | Giochi olimpici         | Sydney       | 200 m piani | Quarti di finale | dns         |      |
| 2001 | Mondiali indoor         | Lisbona      | 60 m piani  | 5º               | 6"55        |      |
| 2001 | Mondiali                | Edmonton     | 4×100 m     | Bronzo           | 38"83       |      |
| 2007 | Mondiali                | Osaka        | 4×100 m     | Batteria         | 38"73       |      |